# دوريس تيت
دوريس تيت (بالإنجليزية: Doris Tate)‏ هي ناشِطة أمريكية، ولدت في 16 يناير 1924 في هيوستن في الولايات المتحدة، وتوفيت في 10 يوليو 1992 في لوس أنجلوس في الولايات المتحدة بسبب سرطان.